# Liger
Liger（ライガー）は、Puri Jagannadhが脚本と監督を務めた2022年のインドのスポーツアクション映画。ヒンディー語とテルグ語で同時に撮影されたこの映画は、Dharma ProductionsとPuri Connectsによって制作された。Vijay Deverakondaは、アナーニャパンデイ、ラムヤ クリシュナ、ロニット ロイとともに、MMAファイター ボクサーとして重要な役割を果たしている。アメリカのボクサー、マイク・タイソンがカメオ出演し、インド映画での演技デビューを飾った。
この映画の製作は、ライガーというタイトルが2021年1月に発表される前の2019年に発表された。ライガーは、ヒンディー語映画ではデベラコンダ、テルグ語映画ではパンデイの映画デビュー作となっている。曲はTanishk BagchiとVikram Montroseによって作曲されました。主要撮影は 2020年1月に開始されたが、COVID-19 のパンデミックにより、2020年3月以降は制作が遅れた。撮影は2021年2月に再開され、2022年2月に終了した。
ライガーは2022年8月25日に劇場公開されたが、批評家からは圧倒的に否定的なレビューを受けた。    